# Arundel (Maine)
Arundel es un pueblo ubicado en el condado de York en el estado estadounidense de Maine. En el Censo de 2010 tenía una población de 4.022 habitantes y una densidad poblacional de 64,99 personas por km².

## Geografía
Arundel se encuentra ubicado en las coordenadas 43°26′23″N 70°31′41″O / 43.43972, -70.52806. Según la Oficina del Censo de los Estados Unidos, Arundel tiene una superficie total de 61.89 km², de la cual 61.82 km² corresponden a tierra firme y (0.11%) 0.07 km² es agua.

## Demografía
Según el censo de 2010, había 4.022 personas residiendo en Arundel. La densidad de población era de 64,99 hab./km². De los 4.022 habitantes, Arundel estaba compuesto por el 96.57% blancos, el 0.4% eran afroamericanos, el 0.52% eran amerindios, el 0.77% eran asiáticos, el 0% eran isleños del Pacífico, el 0.2% eran de otras razas y el 1.54% pertenecían a dos o más razas. Del total de la población el 0.99% eran hispanos o latinos de cualquier raza.